# James Villiers
James Villiers (Londres, 29 de setembro de 1933 - Arundel, 18 de janeiro de 1998) foi um ator inglês.
Nascido em Londres e educado em Wellington College e no Royal Academy of Dramatic Art, James Villiers foi de um classe social alta, e isso refletiu muitas vezes nos tipos de papéis que interpretou, como o Rei Charles II na série da BBC, The First Churchill (1969).
Ele fez sua estréia no cinema em 1958, e apareceu em muitos filmes britânicos ao longo dos anos, incluindo These Are the Damned, Seth Holt, The Nanny (1965), Joseph Andrews (1977), For Your Eyes Only (1981), Pimpinela Escarlate (1982), Mountains of the Moon (1990) e The Tichborne Claimant (1998), juntamente com inúmeros outros projetos. Ele muitas vezes interpretou vilões frios.
Villiers James morreu em 18 de janeiro de 1998 em Arundel, Sussex, de câncer.

## Filmografia
- Carry On Sergeant (1958)
- The Damned (1963)
- Murder at the Gallop (1963)
- Father Came Too! (1963)
- Nothing But the Best (1964)
- King & Country (1964)
- Repulsion (1965)
- You Must Be Joking! (1965)
- The Alphabet Murders (1965)
- The Nanny (1965)
- Sword of Honour BBC TV (1967)
- Half a Sixpence (1967)
- Otley (1968)
- Some Girls Do (1969)
- A Nice Girl Like Me (1969)
- Blood from the Mummy's Tomb (1971)
- The Ruling Class (1972)
- Asylum (1972)
- Ghost in the Noonday Sun (1973)
- Seven Nights in Japan (1976)
- Saint Jack (1979)
- For Your Eyes Only (1981)
- The Scarlet Pimpernel (1982)
- Under the Volcano (1984)
- Mountains of the Moon (1990)
- King Ralph (1991)
- The Tichborne Claimant (1998)